# RMI 코퍼레이션
RMI 코퍼레이션(RMI Corporation)은 네트워크와 컨슈머 미디어 애플리케이션 용도의 SOC 프로세서를 전문으로 설계하는 회사로 간단히 RMI라고도 불리며 예전의 이름은 라자 마이크로엘렉트로닉스(Raza Microelectronics)였다. 팹리스 반도체 기업으로 본사는 미국 캘리포니아 쿠퍼티노에 있다.

## 역사
RMI는 애틱 라자(Atiq Raza)가 2002년 설립하였다. 애틱 라자는 넥스젠(NexGen)의 설립자이기도 했는데 AMD의 회장이 되자 1996년 넥스젠을 매수하였다. 2007년 11월 베루즈 아베디(Behrooz Abdi)는 RMI의 CEO가 되었으며 같은해 12월 회사명을 라자 마이크로엘렉트로닉스에서 RMI 코퍼레이션으로 변경하였다. RMI는 예전에 라자 파운드리즈(Raza Foundries Inc)로 알려진 LLC의 계열사는 아니다.
RMI는 자제척으로 3개의 메인 생산 라인(XLR/XLS, 오리온)을 설계하였으며 4번째 라인(알케미)은 2006년 AMD에게서 매입하였다.

## 생산 라인
- XLR - 네크워크용 멀티코어, 멀티스레딩 CPU. XLR은 2 ~ 8개의 MIPS 코어로 구성되며 각 코어 당 4개의 스레드를 처리할 수 있다.[1] XLR 프로세서는 하이퍼트랜스포트(HyperTransport), PCI-X, 기가빗 이더넷(Gigabit Ethernet)을 내장하고 있으며 추가로 10 기가빗 이더넷을 연결할 수 있다.[2]
- XLS - 저가형 네크워크용 멀티코어, 멀티스레드 CPU. XLS는 1 ~ 2개의 MIPS 코어로 구성되며 각 코어 당 4개의 스레드를 처리할 수 있다. 2 ~ 8개의 기가빗 이더넷 인터페이스, USB 인터페이스, 1 ~ 2개의 PCI-E 인터페이스를 내장하고 있다.[2]
- 알케미(Alchemy) - 원래는 알케미 세미컨덕터(Alchemy Semiconductor)에서 개발한 것을 AMD가 매입하였으며 다시 RMI가 2006년 CPU 생산 라인을 매입하였다.[3] 알케미는 낮은 전력 소비의 MIPS 아키텍처 SOC로 그래픽과 시그널 프로세싱을 통합하여 휴대용 비디오 기기와 미디어 플레이어 용도로 설계되었다.[4]
- 오리온(Orion) - 기가빗 이더넷과 SONET(Synchronous optical networking) OC-48 간의 중계용 네크워크 인터페이스 칩[5]

RMI 프로세서는 다수의 라우터와 파이어월, 네트워크 스위치 등에서 찾아볼 수 있다.

## 참조
1. ↑  XLR Family Product Brief 보관됨 2006-10-15 - 웨이백 머신, accessed October 24, 2007
2. 1 2  RMI XLR and XLS Processors Product Selection Guide[깨진 링크(과거 내용 찾기)], accessed October 24, 2007
3. ↑  AMD Alchemy processor product line acquired by Raza Microelectronics 보관됨 2007-01-02 - 웨이백 머신 TechNews (technologynewsdaily.com). 2006-06-14. Retrieved on 2007-07-11
4. ↑  RMI Alchemy Au1200 Processor 보관됨 2009-05-04 - 웨이백 머신, accessed November 3, 2008
5. ↑  Orion Family Product Brief 보관됨 2006-10-15 - 웨이백 머신, accessed October 24, 2007